# Asia Ramazan Antar
Asia Ramazan Antar, aussi connue sous le nom de Viyan Antar, née en 1997 à Qamichli au Kurdistan occidental et morte le 30 août 2016 à Manbij, était une combattante des Unités de protection de la femme (YPJ) lors de la guerre civile syrienne. Elle est érigée au statut de symbole de la lutte féministe dans le conflit du Rojava et dans sa lutte contre l’État islamique par certains médias internationaux.
En 2014, alors qu’Antar n’a que 16 ans, elle rejoint les Unités de protection de la femme dans le but de combattre contre l’État Islamique. Elle fut surnommée « la Angelina Jolie kurde » par des médias britanniques, à la suite de la publication de portraits sur Internet, en raison de sa ressemblance physique avec l’actrice,,,,. Ces comparaisons ont été répudiées par les combattants et activistes kurdes qui ont perçu ses comparaisons comme sexistes et objectivantes.

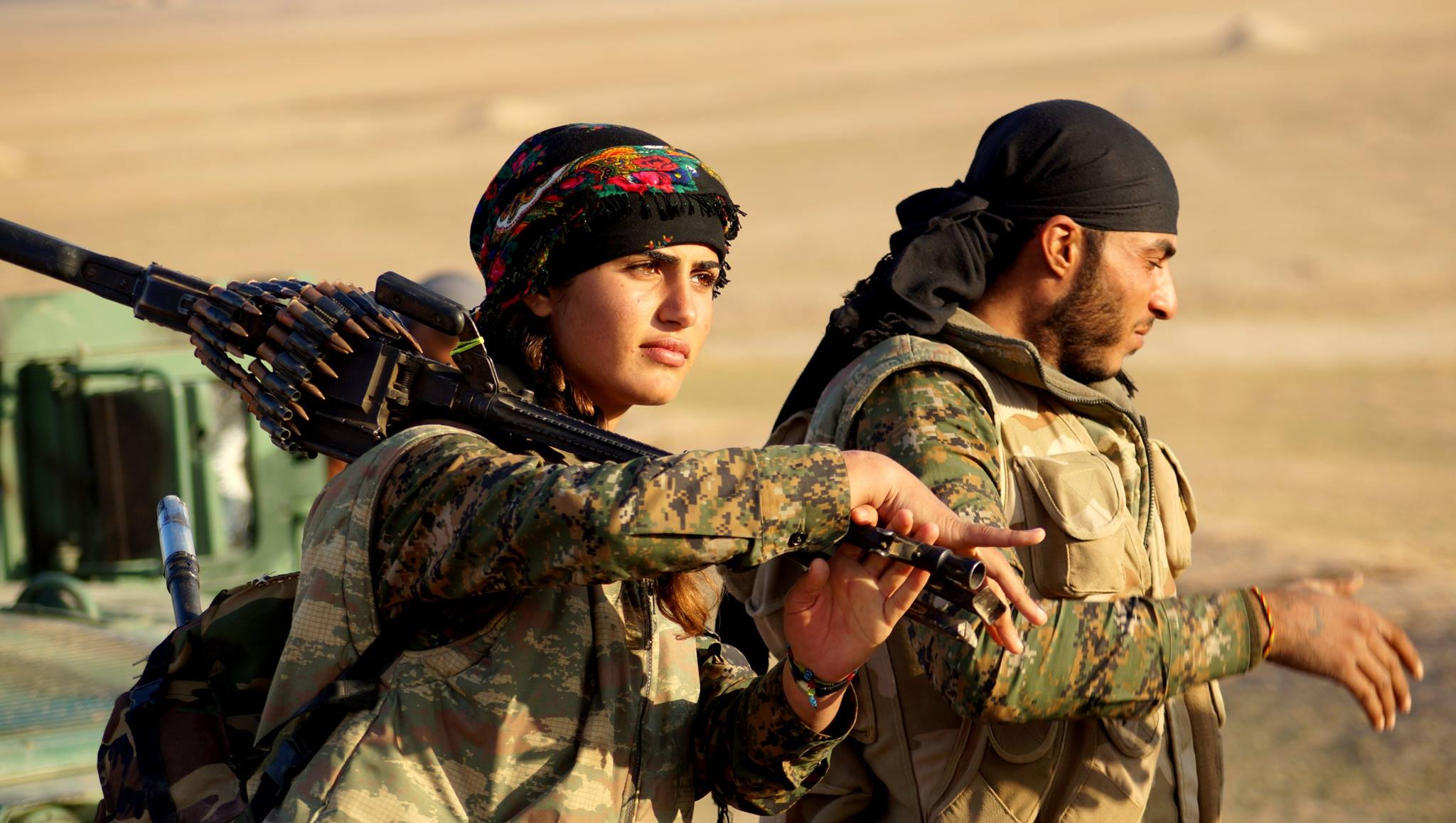
Viyan Antar en novembre 2015

## Jeunesse
Née dans une famille kurde, Antar se maria très vite lors d’une union arrangée par sa famille. Cependant, après trois mois, elle fut capable de demander le divorce grâce aux nouvelles lois en vigueur au Kurdistan après le conflit du Rojava qui interdit les mariages arrangés et la polygamie. En 2014, après son divorce, elle rejoignit les rangs des Unités de protection de la femme (YPJ) avec l’idée de se battre pour l’émancipation des femmes oppressées par un patriarcat particulièrement présent dans la région.
Les informations à propos de son âge n’étaient pas claires dans les médias occidentaux, ce n’est que le commandant de la YPJ, Abdullah Shirin qui confirma son âge, à savoir 19 ans au moment de sa mort en 2016.

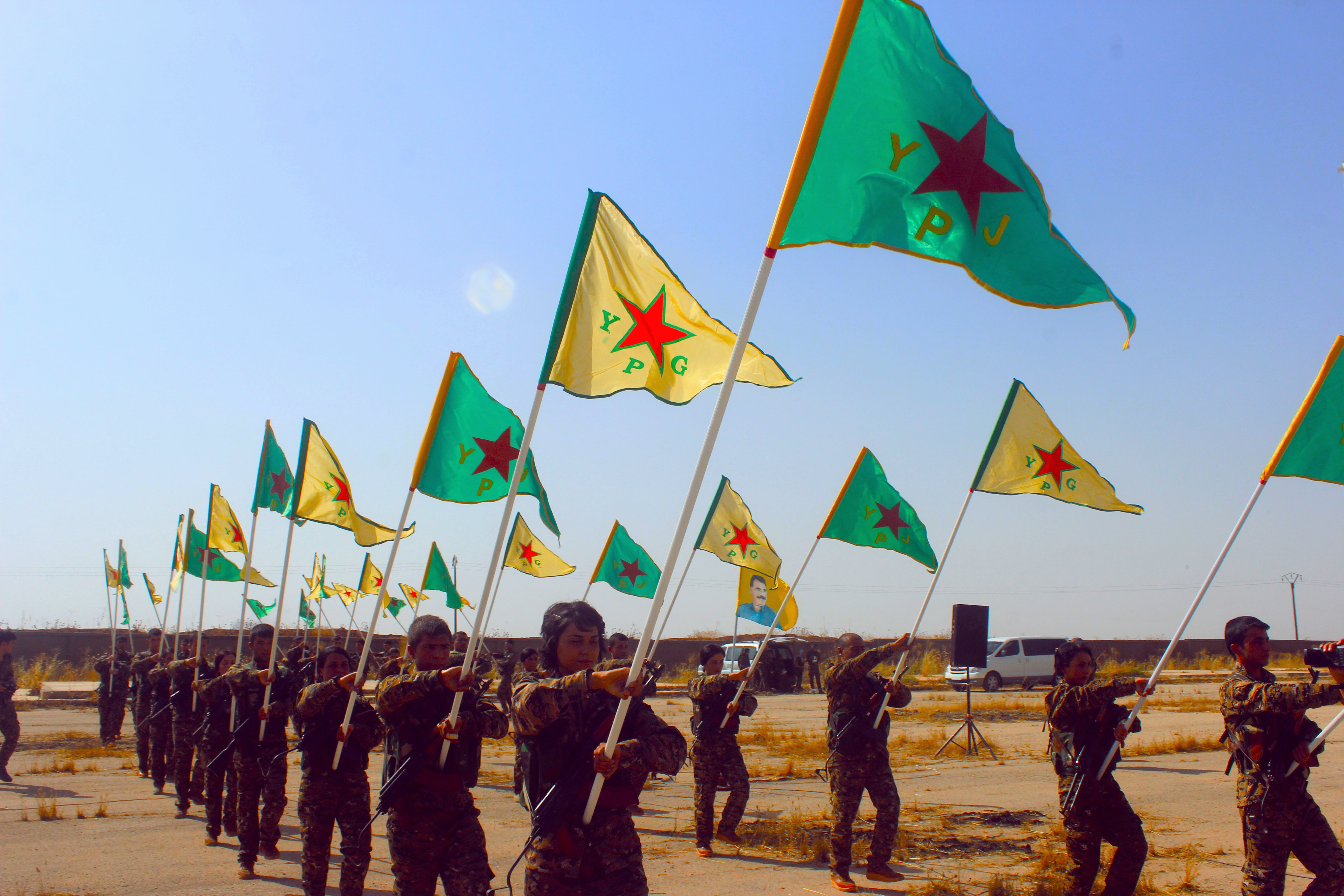
Soldats des YPG et YPJ, en 2016

## Exposition dans les médias
Antar attira l’attention de la scène internationale en 2015 lorsqu’un photojournaliste prit des clichés d’elle en la décrivant comme « l’Angelina Jolie kurde ». Plusieurs médias ont alors fait circuler les photos, relayant ainsi les informations et la comparant également à l’actrice espagnole Penélope Cruz.
Après sa mort, les médias s’emparèrent une nouvelle fois de l’histoire, la résumant uniquement sous le titre « l’Angelina Jolie kurde est morte », centrant l’article sur la ressemblance physique d’Antar avec l’actrice et n’abordant que très brièvement sa participation dans les combats contre l’État Islamique. Ces actions ont été condamnées par ceux qui soutiennent la cause kurde et par d’autres combattants, qui ont connu les mêmes batailles qu’Antar.

## Réactions et accusations de sexisme
La minimisation de sa personne et de ses actes ont été très vivement critiqués par le Parti de l'union démocratique (PYD) et des militants kurdes, principalement en raison des engagements féministes d’Antar. Choman Kanaani, militant et combattant kurde qui a répudié le traitement médiatique par les médias occidentaux déclare ainsi à la BBC : « La philosophie même de YPJ est de se battre contre le sexisme et de prévenir l’objectification sexuelle des femmes, nous voulons donner aux femmes la place qu’elles méritent dans la société et qu’elles soient maîtresses de leurs destins. Viyan est morte pour ces idées. Dans les médias, personne n’a parlé de ces idées pour lesquelles elle a donné sa vie ou pour les actions que Viyan a mené pour les femmes du Rojava au cours des quatre dernières années. »

## Mort
Après avoir pris part à la bataille de Manbij contre l'État islamique, Antar est tuée le 30 août 2016 lors d'une attaque suicide à Manbij,. Selon des informations initiales, Antar et d’autres membres des Unités de protection du peuple (YPG) auraient été tués près de Jarablous à la suite d’attaques de l’Armée syrienne libre. Ces rumeurs ont été écartées par la porte-parole des YPJ qui confirme que la mort d’Asia Ramazan Antar est le résultat d’une attaque de l’État islamique.